# Briana Roberson
Briana Roberson (Fullerton,  California, 2 de marzo de 1995) es una jugadora estadounidense profesional de baloncesto.

## Biografía
Briana Alberta Roberson nació en (USA) en 1995. Mide 1.70 metros, y juega en la posición de Base-Escolta. Tiene nacionalidad estadounidense.

### Trayectoria deportiva
Destacó en el baloncesto desde muy joven, siendo invitada en 2011 para la selección estadounidense U16, aunque una lesión le impidió pelear por un puesto. Ya como universitaria  recaló en la prestigiosa universidad de Stanford, donde se hizo un hueco en el equipo.
Su primera oportunidad como jugadora profesional le llegó en Hungría, en el PEAC Pecs.

## Clubes

### Nacionales
- 2016-2017: Universidad de Stanford.[2]

### Internacionales
- 2017-2018 : PEAC Pecs (Hungría), donde jugó Euro Cup.[6]
- 2018-2019: Araski AES (España).